# Sava de Serbie
Pour les articles homonymes, voir Sabas et Sava.

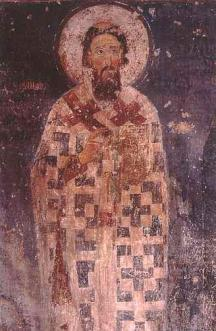
Saint Sava, fresque du monastère de Mileševa.

Sava de Serbie ou saint Sava (ou Sabas de Serbie, saint Sabas), dans le monde Rastko Nemanjić, mort le 14 janvier 1236, est le père de l'Église orthodoxe serbe et le plus populaire des saints de Serbie. L'Église orthodoxe le fête le 14 janvier (natalice) et le 27 avril (brûlement de ses reliques à Belgrade en 1594). Il est considéré isapostole.

## Jeunesse et vocation

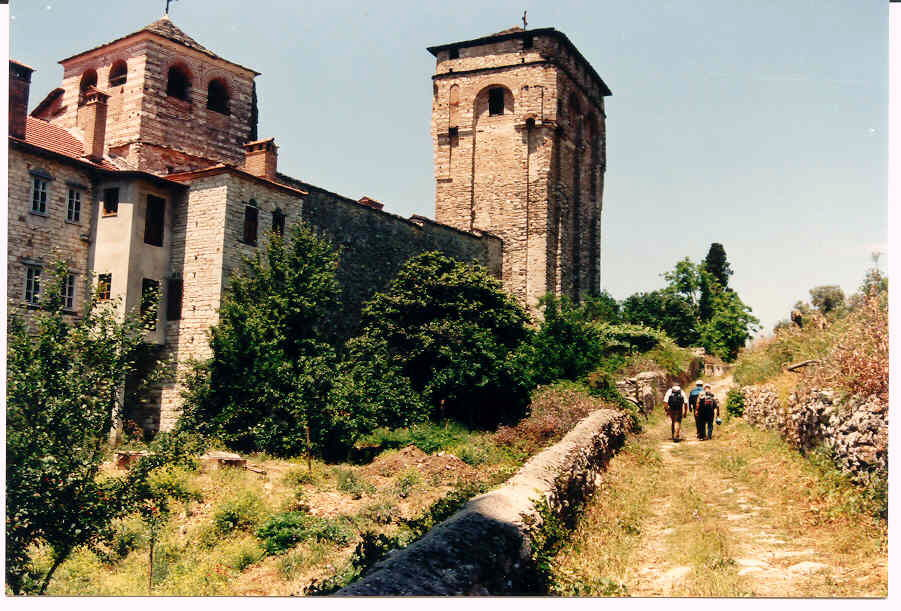
Le monastère de Hilandar

Il est le cadet des fils du grand joupan Stefan Nemanja. Les sources modernes lui donnent diverses dates de naissance 1169, 1174 ou 1175. Il est peut-être né à Stari Ras, alors capitale du premier état serbe, la Rascie.
Il reçut de son père vers 1190 le gouvernement de la région de Zahumlje, l'actuelle Herzégovine mais il refusa le pouvoir et partit en 1192 au mont Athos, où il reçut son nom monastique de Sabas ; il rejoint d'abord le monastère « russe » de Saint-Pantéléèmôn, puis celui de Vatopédi.
La légende raconte qu'il aurait fui la cour de Serbie au cours d'une chasse. Il aurait alors reçu de moines athonites une icône de la Mère de Dieu à Trois-mains (Bogorodica trojerucica). Une prophétie ancienne se réalisait : il avait été annoncé en effet que cette icône, l'une des plus sacrées de l'Église orthodoxe, devait être remise à un moine de sang royal.
Grâce à l'appui de son père il put se lancer dans une série de travaux, principalement à Vatopédi.

## Lemonastère de Hilandar
Après l'abdication de son père qui avait lui aussi pris l'habit de moine sous le nom de Siméon en 1196, Sava l'appela à le rejoindre sur le mont Athos. Celui-ci accepta et quitta le monastère de Studenica pour le rejoindre à l'automne 1197.
Soutenus par le nouveau roi Stefan Ier Nemanjić, le père et le fils poursuivirent leurs activités de patronage monastique, faisant de riches donations et organisant de nombreuses constructions et réparations de plusieurs monastères, ce qui leur valut de figurer au registre des commémorations des principaux monastères et d'être considérés comme les seconds fondateurs de certains d'entre eux.
Ils décidèrent alors de (re)fonder un monastère sur le mont Athos pour y accueillir les moines serbes, et choisirent pour ce faire celui de Hilandar, (chilandari) qui était alors à l'abandon. Avec l'autorisation de l'empereur byzantin, ils le firent agrandir et restaurer avec une telle réussite qu'il donna à la Serbie une renommée considérable dans tout le monde orthodoxe. L'empereur Alexis III Ange (1195-1203) donna à Hilandar une pleine autonomie, comme pour les deux autres monastère de langue non grecque, celui des Amalfitains et celui des Géorgiens.
L'icône de la Mère de Dieu aux trois mains, l'une des icônes les plus sacrées de la chrétienté est conservée à Hilandar, où elle aurait été apportée par saint Sava.
Hilandar protégé pendant des siècles de tous les troubles extérieurs, changements dynastiques, guerres, troubles sociaux et autres invasions devint avec le temps, le centre de la vie spirituelle et culturelle du peuple serbe.

## L'Église orthodoxe serbeautocéphale
En 1217, le frère de saint Sava, Stefan Ier Nemanjić fut le premier roi serbe couronné, mais il le fut par le pape Honorius III. Sava était sur le Mont-Athos, il fut irrité par le couronnement de son frère par le pape, les deux grandes églises chrétiennes qui étaient juste des rivales étant devenues ennemies depuis 1204. Mais rapidement, Sava pardonna et se réconcilia avec son frère Stefan, et partit pour Nicée comme convenu avec son frère pour rencontre l'empereur Théodore Ier Lascaris.
En effet, le pillage de Constantinople par les croisés en 1204, avait déplacé la cour de Constantinople à Nicée en Asie Mineure.
Là-bas, il obtient pour la Serbie en 1219 l'autonomie de l'Église orthodoxe serbe, l'autocéphalie.

On ne connaît pas les détails exacts des négociations entre saint Sava et le primus inter pares, le patriarche œcuménique Manuel Ier Karantenos étant en effet la seule autorité honorifique capable de donner son aval pour l'autocéphalie.

On imagine que Sava a dû jouer des troubles politiques de l'époque pour convaincre l'Empereur de son soutien, puis avec l'aide de ce dernier, convaincre Manuel qu'il était en mesure de "ramener son frère vers l'orthodoxie" alors que celui-ci avait été couronné par le Pape.
Sava fut donc désigné comme le premier archevêque serbe. L'Église serbe était indépendante vis-à-vis du Patriarcat œcuménique et de l'Empereur Byzantin.
Sefan Nemanjic et son frère Sava ont parfaitement profité de la situation[Laquelle ?] de la Serbie à l'époque, la couronne de Stefan avait été donnée par le pape de Rome et l'autocéphalité, obtenue de l'empereur byzantin orthodoxe.

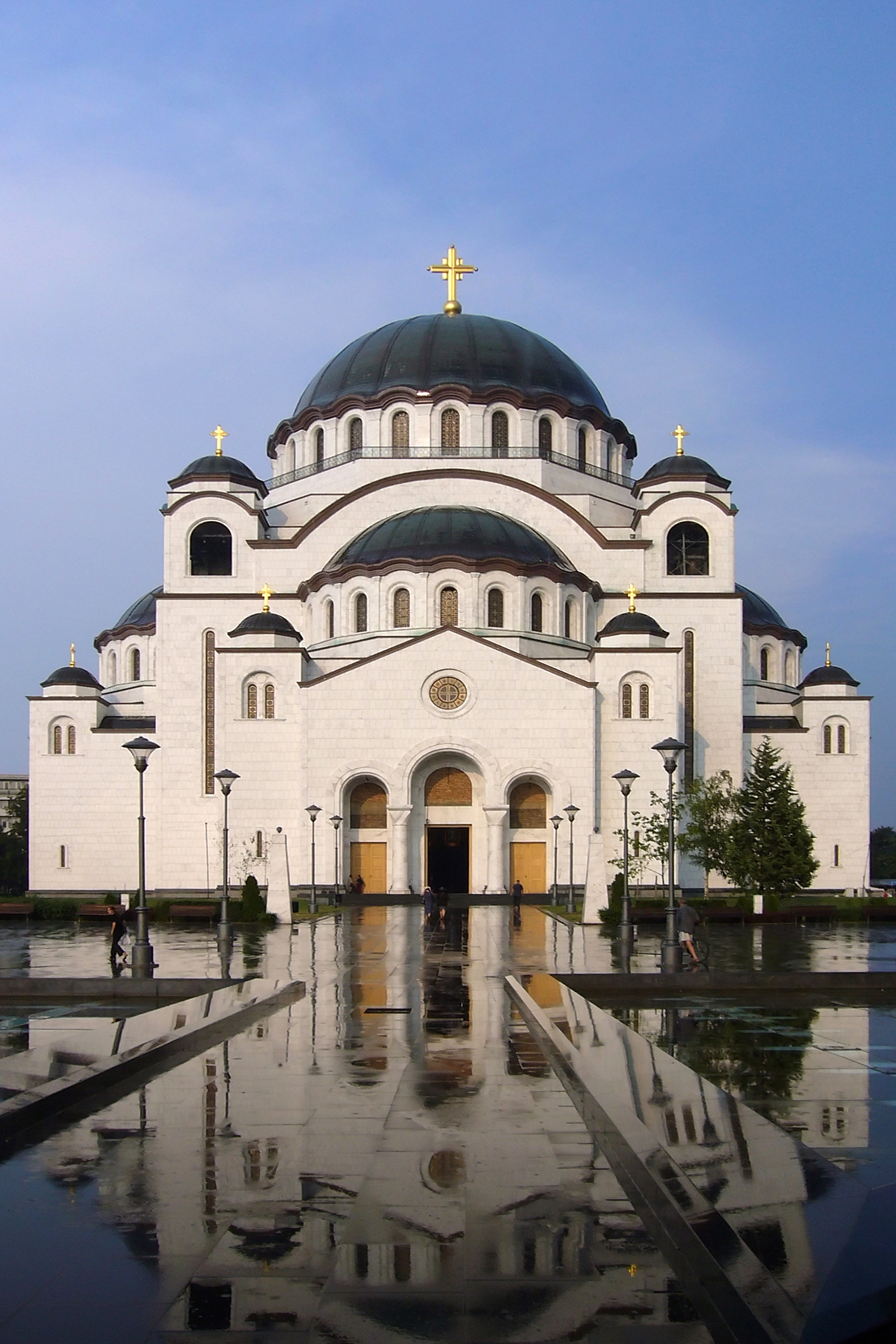
Façade principale de l'église Saint-Sava de Belgrade.

## Le Code de saint Sava
Dans le but de consolider la connaissance du christianisme orthodoxe au sein du peuple serbe, saint Sava organisa l'Église serbe, il établit aussi le Code de saint Sava, Krmcija ou Nomocanon. Il avait commencé à le rédiger sur le mont Athos, puis à Salonique et le termina en 1220. Il a pour base des lois serbes et byzantines et a été adapté aux besoins de l'église serbe. Ce texte se compose de lois civiles et ecclésiastiques.
Ce texte respecte et repose sur la règle du christianisme orthodoxe établie sous Constantin Ier, « le travail de consensus entre les autorités religieuses et laïques », concept qui était très cher à saint Sava et qui laissera une trace[Laquelle ?] dans la Serbie médiévale et même moderne. Même si à l'époque, saint Sava était en contradiction avec une nouvelle politique[Laquelle ?] du patriarche de Constantinople, qui lui, influencé par Rome, poussait à l'omnipotence spirituelle.
Par la suite, le concept de consensus dominera de nouveau à Constantinople et aujourd’hui encore, le premier ministre grec se rend régulièrement sur le mont Athos pour recevoir les hommages des moines comme le faisaient les souverains orthodoxes à l'époque de saint Sava.
À Zica, en 1221, Sava publia un guide pratique de la véritable foi orthodoxe de l'Église serbe, où il établit comme seule autorité, les conciles œcuméniques et les enseignements des pères de l'Église comme unique règle.

Dans le même temps, il condamna les enseignements hérétiques des bogomiles, plus connus en Europe occidentale sous le nom de cathares, qui avaient pour origine la Bulgarie, l'hérésie s'étant répandu en Serbie en provenance de la Bulgarie, son père Stefan Nemanja fait expulser les Serbes devenus bogomiles en Bosnie-Herzégovine, région où ils prospéreront par la suite.
Le Guide et le code de saint Sava sont la colonne de l'autocéphalie orthodoxe serbe.

## Œuvre littéraire
Sava rédigea entre autres œuvres une biographie de son père, La Vie de saint Siméon Nemanja, considérée comme « l’une des plus remarquables créations de la littérature serbe ».

## Les écoles religieuses et laïques de saint Sava
Il organisa aussi des écoles autour des monastères, les plus connues sont ceux de Hilandar, bien sûr, mais aussi Studenica, Zica, Mileseva, où des moines donnaient l'instruction à de jeunes gens de toutes origines sociales.
Il développa aussi des écoles laïques pour les adultes et les adolescents. Elles étaient installées, le plus souvent, dans les villes et les grands villages, ainsi que dans les demeures des membres de la noblesse serbe.[réf. nécessaire]

## La mort de saint Sava
En 1234, il renonça à son titre d'archevêque de Serbie pour le donner au hiéromoine Arsène de Syrmie. Il fit alors son dernier pèlerinage sur le tombeau du Christ à Jérusalem. Sur le chemin du retour, il fit une halte à Trnovo où il informa l'empereur bulgare, Jean II Assène, de ses efforts pour faire reconnaître le Patriarcat de Bulgarie. Il ne quitta pas Trnovo, où il mourut le 14 janvier 1236. Il fut enterré dans l'église des Quarante martyrs.
Après de difficiles négociations, le roi des Serbes Vladislav réussit en 1237 à ramener les reliques de son oncle dans sa fondation pieuse de Mileševa, afin de l'y enterrer.
Mais, 358 ans plus tard, le 27 avril 1594, la Serbie était sous le contrôle des Turcs et le pacha ottoman, Koca Sinan Pacha ordonna que l'on transportât les restes du saint à Belgrade pour les brûler. Il voulait, par ce geste symbolique, pousser le peuple serbe à se convertir en masse à l'islam, et à reconnaître la puissance turque à la suite de la révolte du Banat (1594). 

### Aujourd'hui
Aujourd'hui, à l'emplacement du bûcher, se dresse l'un des plus grands temples chrétiens en Europe, l'église Saint-Sava. 

Sa personnalité et son œuvre font de saint Sava l'un des personnages illustres le plus respectés par les Serbes. Le 27 janvier (fêté par les Serbes selon le calendrier julien) est le jour de la saint Sava, fêté depuis 1893 (avec une interruption durant la période communiste). Cette journée est consacrée dans toutes les écoles, collèges et lycées de Serbie, car saint Sava est le saint patron des "étudiants et du savoir".

On a appelé Projet Rastko (du nom de saint Sava) une Bibliothèque électronique de la culture serbe.

## Sources
- Dusan Batkovic, Histoire du peuple serbe, éditions L'âge d'homme  (ISBN 282511958X).